# Hangu (Neamț)
Pour les articles homonymes, voir Hangu.
Hangu est une commune roumaine du județ de Neamț, dans la région historique de Moldavie et dans la région de développement du Nord-Est.

## Géographie
La commune de Hangu est située dans l'est du județ, dans la vallée de la Bistrița, sur la rive est du lac Izvorul Muntului, dans les Monts Stânișoara, à 26 km au nord de Bicaz et à 54 km au nord de Piatra Neamț, le chef-lieu du județ.
La municipalité est composée des cinq villages suivants (population en 1992) :
- Buhanița (887) ;
- Chirițeni (511) ;
- Grozăvești (496) ;
- Hangu (1 794), siège de la municipalité ;
- Ruginești (359).

## Histoire
La première mention écrite du village date de 1458, dans un acte de la chancellerie de Étienne le Grand. Les très puissantes familles Cantacuzène et Sturza ont possédé de grands domaines sur le territoire communal jusqu'en 1948 pour les Sturza.
La vie de la commune a été profondément transformée par la construction du barrage de Bicaz dans les années 1950 et surtout par sa mise en eau et la création du lac Izvorul Muntului.

## Politique
Le Conseil Municipal de Hangu compte 13 sièges de conseillers municipaux. À l'issue des élections municipales de juin 2008, Gavril Lupu (PSD) a été élu maire de la commune.
| Parti                                                | Nombre de conseillers |
| ---------------------------------------------------- | --------------------- |
| Parti social-démocrate (PSD)                         | 7                     |
| Parti démocrate-libéral (PD-L)                       | 3                     |
| Parti national libéral (PNL)                         | 2                     |
| Parti de la nouvelle génération - Chrétien-démocrate | 1                     |

## Religions
En 2002, la composition religieuse de la commune était la suivante :
- Chrétiens orthodoxes, 99,12 %.

## Démographie
En 2002, la commune comptait 4 098 Roumains (99,92 %). On comptait à cette date 1 826 ménages et 1 633 logements.
| 1992  | 2002  | 2007  |
| ----- | ----- | ----- |
| 4 275 | 4 101 | 4 073 |

## Économie
L'économie de la commune repose sur l'élevage, l'agriculture et l'exploitation des forêts.

## Communications

### Routes
Hangu est située sur la route nationale DN15 qui relie Piatra Neamț avec Toplița dans le județ de Harghita et Târgu Mureș, chef-lieu du județ de Mureș.

## Lieux et monuments
- Buhalnița, monastère de Hangu fondé en 1627 par le Prince de Moldavie Miron Barnovschi-Movilă, détruite en 1958, lors de la mise en eau du barrage de Bicaz et reconstruite à son emplacement actuel.
- Chirițeni, église orthodoxe en bois St Nicolas de 1829, déplacée en 1956[7].
- Hangu, église en bois Sts Constantin et Hélène de 1852.